# Cyclong
『cyclong』（サイクロング）は、2004年11月28日にInfinity Recordsからリリースされた、奥井亜紀のアルバム。

## 解説
- 今作のサウンドプロデュースは長田進（Dr.StrangeLove）が担当している。
- アルバムタイトルの由来は、「サイクル（周期）とロング（長い）をくっつけて、円いものがくっついて転がっていくように」というイメージから名付けられた。[1]
- 以前からライブで歌われていた「二人の林檎」や、『うたの素 壱巻』に収録されていた「ラヴレター」等を収録している。

## キャッチコピー
いつかのためになら　もっと泣いてみたい

## 収録曲
1. スケアクロウソング
2. DENIMUM
3. ラヴレター
4. 目黒川
5. cyclong
6. COCOROTO
7. レスキュー
8. desert
9. 二人の林檎

作詞・作曲：奥井亜紀

## 参加ミュージシャン
- 長田進
- 高桑きよし
- 堀江博久
- あらきゆうこ
- 西本明
- 木下裕晴
- Dr.kyOn
- AKIHIRO NAGAO
- YUSAKU